# Lew Kowarski
Lew Kowarski (ur. 28 stycznia?/10 lutego 1907 w Petersburgu, zm. 30 lipca 1979 w Genewie) – francuski fizyk jądrowy pochodzenia żydowsko-rosyjskiego.

## Życiorys
Ukończył Université de Lyon, następnie zdobył doktorat na Sorbonie.
W 1934 przyłączył się do prac badawczych prowadzonych przez Frédérica Joliot-Curie i w 1939 opracowali teoretyczne podstawy reakcji łańcuchowej i produkcji elektryczności z energii atomowej.
W 1945 Kowarski nadzorował konstrukcję pierwszego kanadyjskiego reaktora atomowego w Chalk River Laboratories.
Po wojnie, powrócił do Francji, gdzie nadzorował budowę pierwszych dwóch francuskich reaktorów atomowych w 1948 i 1952 roku. Był pracownikiem CERN (Genewa) począwszy od swojego udziału w organizacji CERN-u w 1953 roku. We Francji otrzymał order Legii Honorowej IV klasy. Emerytowany w 1972 roku, Kowarski został profesorem Boston University, poświęcając się głównie zagadnieniom interakcji pomiędzy nauką i ludzkością.